# Tragöß
Tragöß è una frazione di 995 abitanti del comune austriaco di Tragöß-Sankt Katharein, nel distretto di Bruck-Mürzzuschlag (Stiria). Già comune autonomo, il 1º gennaio 2015 è stato fuso con il comune di Sankt Katharein an der Laming per costituire il nuovo comune.

## Altri progetti

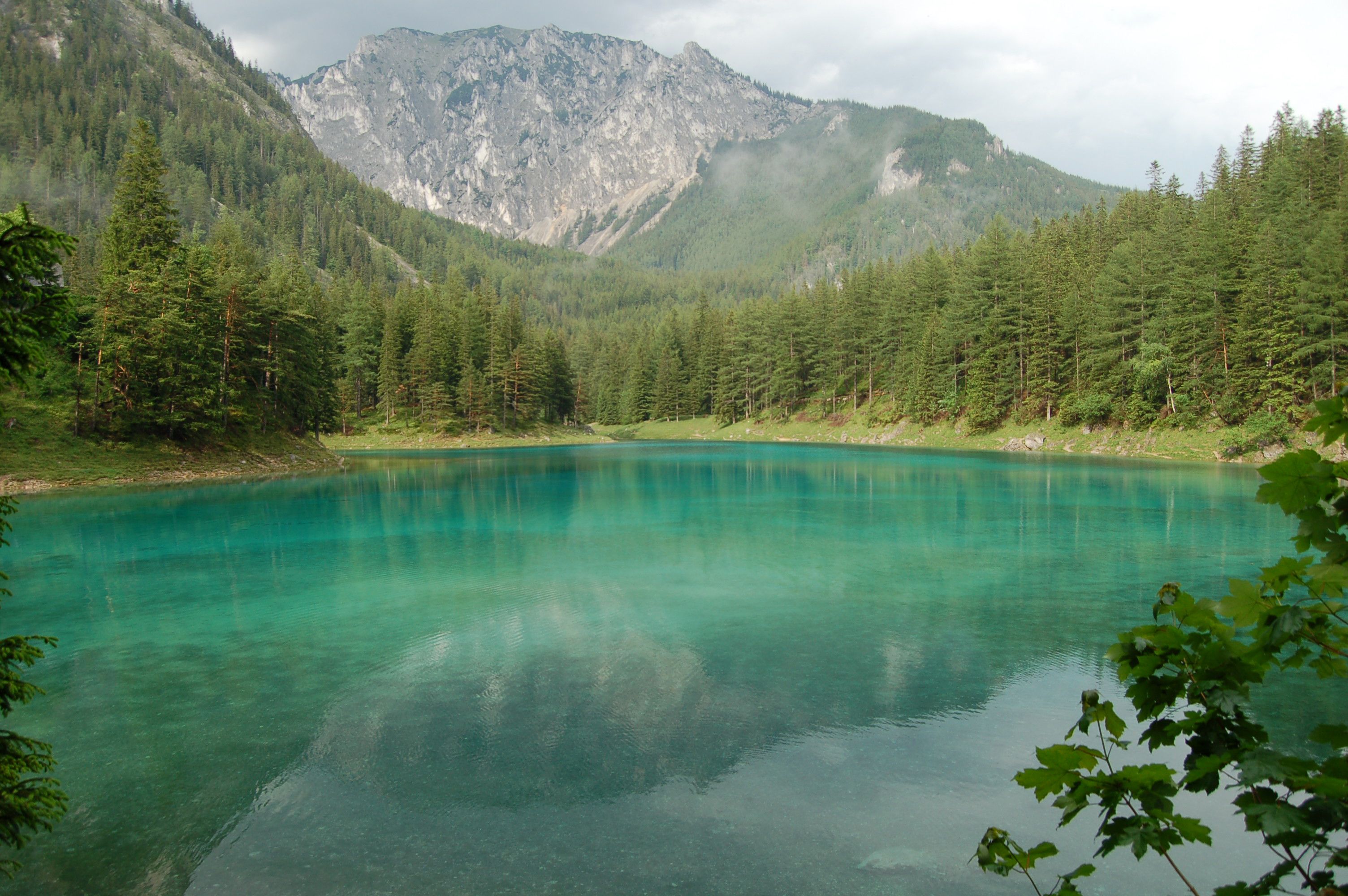
Il GrünerSee (Lago Verde)